# 日本農業実践学園

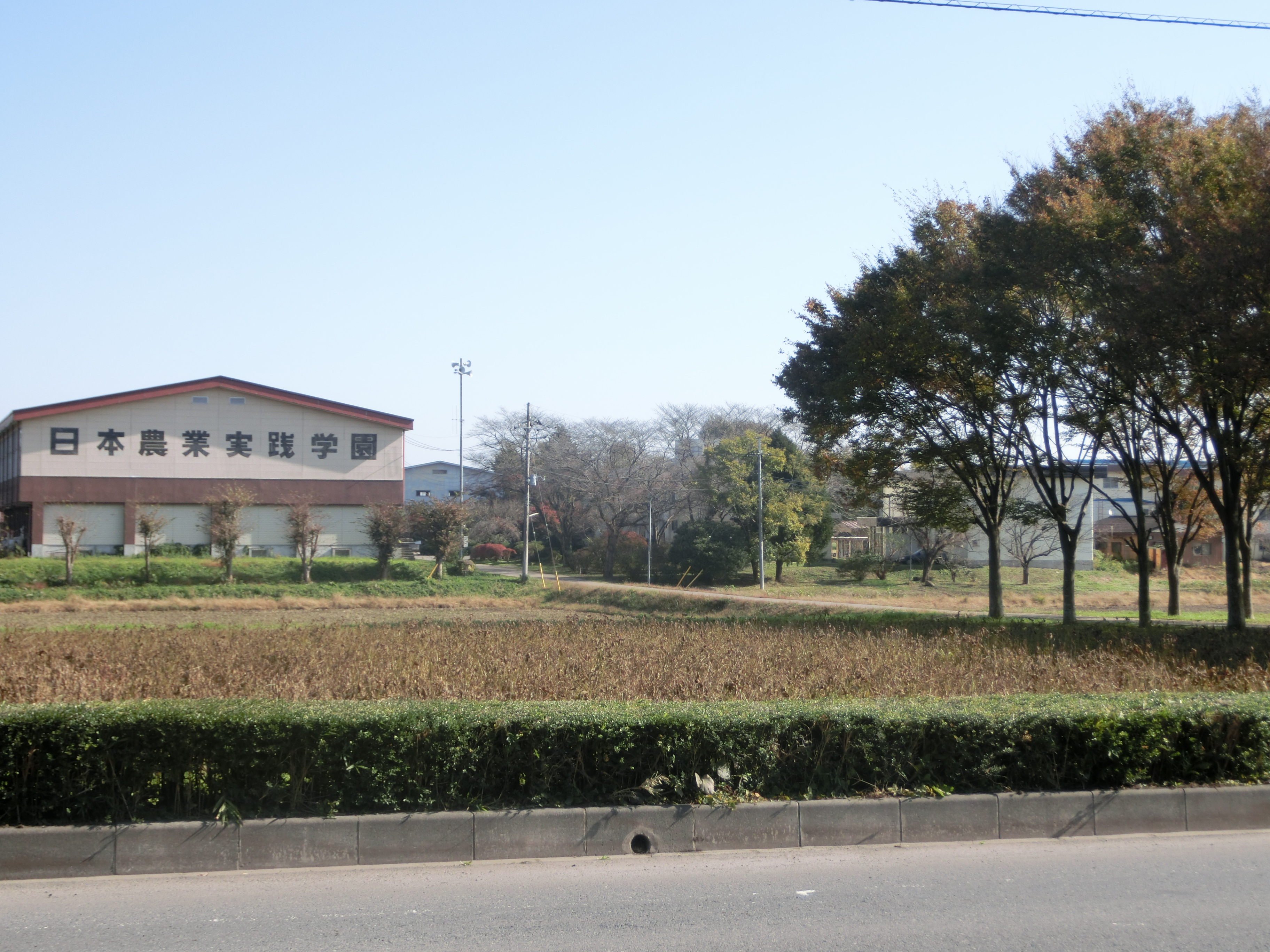
日本農業実践学園

日本農業実践学園（にほんのうぎょうじっせんがくえん）は、茨城県水戸市にある農業の専修学校。
農場実習を主体とした、農業の実践的教育を行う私立学校である。

## 沿革

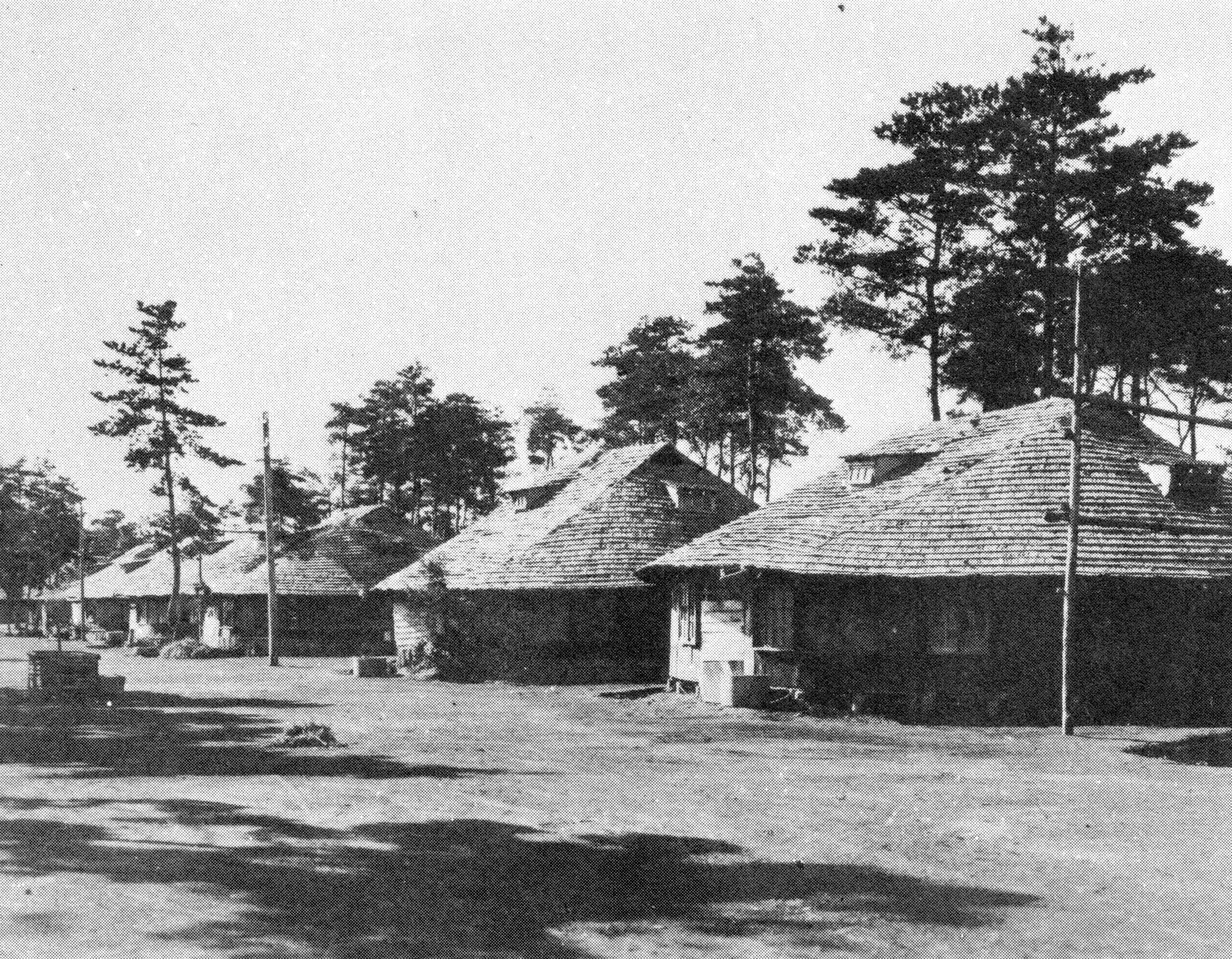
満蒙開拓青少年義勇軍内原訓練所の日輪兵舎の第一号は、1937年に焼失した本校女子部の焼け残った部材が使われた

- 1925年（大正14年） - 社団法人「日本国民高等学校協会」が設立
- 1927年（昭和02年） - 茨城県友部町に農村中堅人物の養成を目的に日本国民高等学校として開校。初代校長は加藤完治
- 1935年（昭和10年） - 茨城県東茨城郡内原町の現在地に移転
- 1950年（昭和25年） - 新制高等学校設置に伴い、校名を日本高等国民学校と改める
- 1980年（昭和55年） - 高学歴化に伴い、校名を日本農業実践大学校と改める
- 1991年（平成03年） - 校名を日本農業実践学園と改め、文部省より大学受験資格の認可を受ける

## 設置学科
- 農業専門士科(旧本科）高校卒業生向け　履修期間2年（全寮制）
- 農業実践力養成科（旧専修科）社会人向け　履修期間1年（寮　通学）
- 作物　有機農業　畜産　養豚　加工の各部門がある

## 所在地
- 〒319-0315 茨城県水戸市内原町1496

## 施設
- 水田10ha、乾燥・精米施設
- 水耕栽培ハウス（JGAP認証取得）
- 有機野菜圃場（JAS認証取得）
- フリーストール
- 農産加工施設、畜産加工施設
- 直売所
- 男性寮　女性寮
- 食堂
- 体育館
- 武道場